# Вальдман, Ханс
Ханс Вальдман (нем. Hans Waldmann; ок. 1435, Бликенсдорф, кантон Цуг, Швейцария — 6 апреля 1489, Цюрих) — швейцарский государственный, политический и военный деятель.
В 1483—1489 годах — бургомистр Цюриха.

## Биография

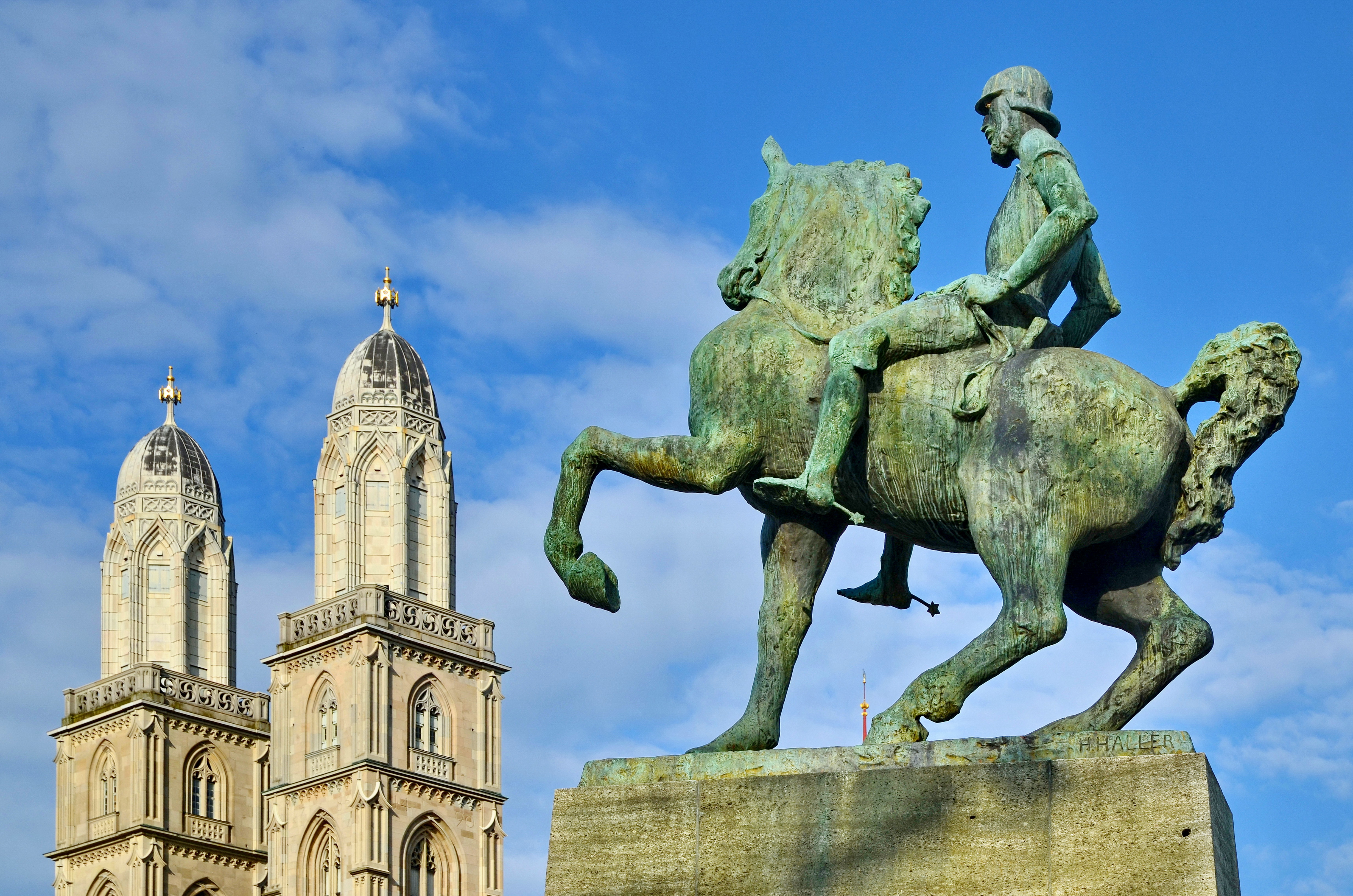
Памятник Х. Вальдману на фоне церкви Гросмюнстер в Цюрихе.

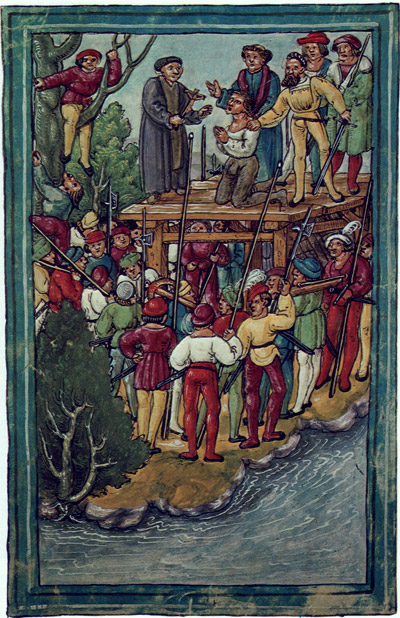
Казнь Х. Вальдмана на гравюре из «Люцернской хроники» Диболда Шиллинга Младшего, 1515 г.

Родился в крестьянской семье. Был учеником портного, затем — кожевника. Вместе со своим младшим братом в 1452 году получил гражданство в г. Цюрихе.
С 1458 года участвовал в войнах. С 1460 года служил сначала в разных наемных швейцарских войсках, потом командовал 12-тысячным отрядом швейцарских конфедератов в Бургундских войнах против армии Карла Смелого, отличился в битве при Муртене (1476).
В 1483 году, как представитель богатой верхушки Конфедерации, был избран бургомистром Цюриха, где ввёл много полезных реформ: ограничил привилегии духовенства, положил предел завещаниям в пользу монастырей и др. С его именем связана история самого большого в Цюрихе арсенала, построенного во второй половине XV века. После победоносных для Швейцарии Бургундских войн (1447—1477 гг.) в городе оказалось так много захваченного оружия, что бургомистр поручил построить для него специальный склад.
Влияние его на сеймах и могущество в Цюрихе быстро возрастали и создали ему много личных врагов, которые завидовали его громадным богатствам, приобретённым путем подарков и пожалований дворами Австрии, Франции, Савойи и др., в то же время новые налоги и полицейские распоряжения раздражали народ. Его приказ казнить крестьянских собак, чтобы сохранить охотничьи привилегии за аристократами, стал последней каплей, спровоцировав народное восстание. 
Свергнутый крестьянским восстанием, Х. Вальдман был предан суду, обвинён в стремлении к тирании, финансовой коррупции, внешних связях и содомии, а затем обезглавлен в Цюрихе 6 апреля 1489 года.